# オオアナコンダ
オオアナコンダ（学名：Eunectes murinus）は、ボア科アナコンダ属に分類されるヘビ。単にアナコンダと言った場合、大抵は本種を指す。特定動物に指定されている。

## 分布
南アメリカ大陸北部 アマゾン川流域に分布する。
オリノコ川流域からギアナ地方にかけて分布する個体群は、2024年に新種キタオオアナコンダとして分類された。

## 形態

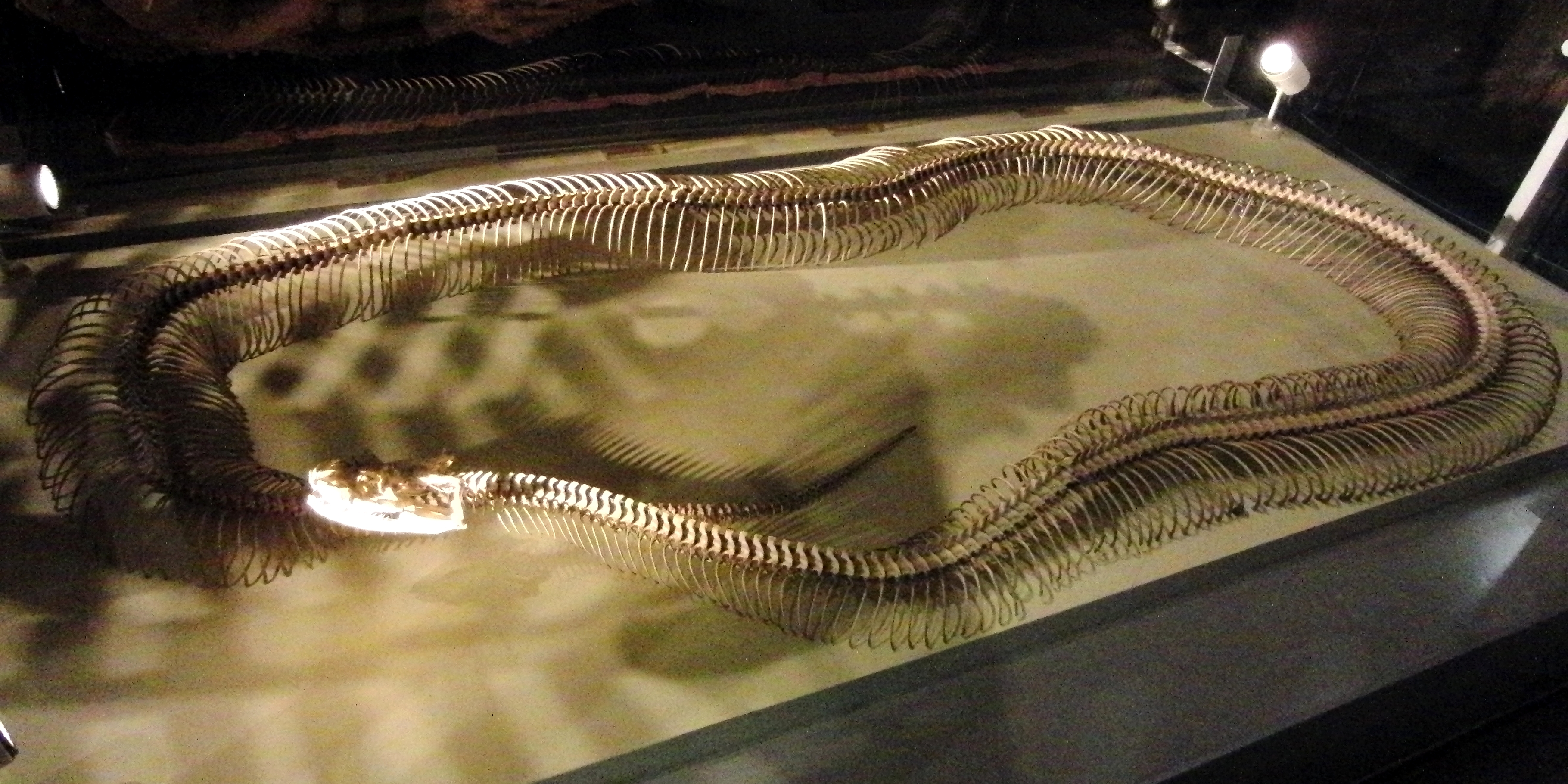
オオアナコンダの骨格標本。国立科学博物館の展示。

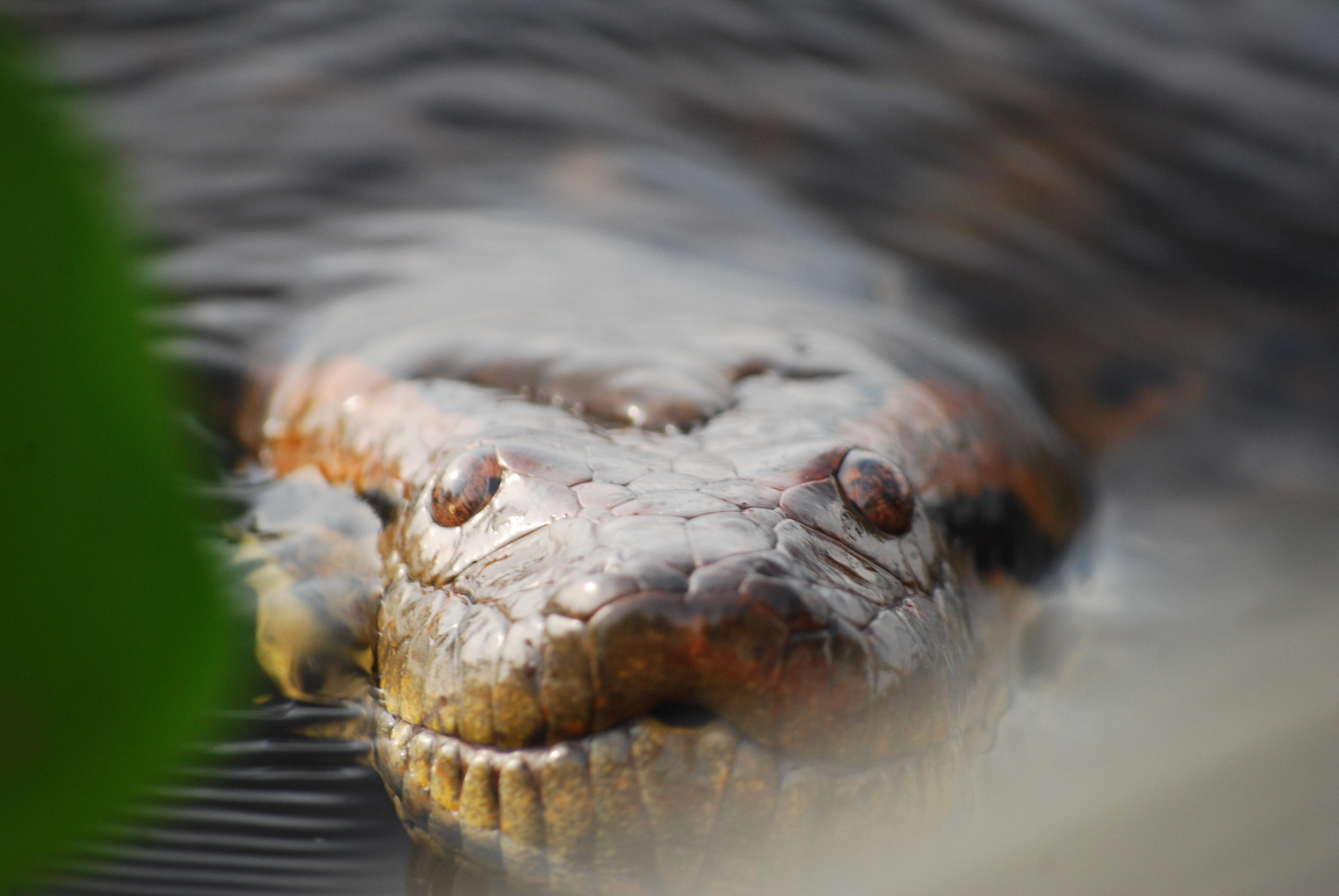
頭部

全長3-6m、文献によっては最大9mとされ、世界最大のヘビの一つとして知られる。また体重も重く、5m以上の個体では100kg近くなることも珍しくない。体色は緑褐色、褐色、暗緑色で、黒い円形や楕円形の斑紋が入る。
頭部は大型で、頸部も太い。眼は上向きで突出し、鼻孔は背面に空く。眼から口角にかけて黒い筋模様が入る。
ギネスブックによると、この種はおそらく現生動物の中で最も極端に大きさが誇張されている。

## 生態
熱帯雨林の水辺に生息する。夜行性で、昼間は川の浅瀬や水辺の枝などで休む。体重が重いため特に成蛇では陸上での動きは鈍く、重力が軽減される水中に居ることが多い。
食性は動物食で魚類、両生類、爬虫類、鳥類、哺乳類等を食べる。大型の個体ではカイマン類やジャガーの捕食例もある。
水中や茂みの中等で待ち伏せ、通りかかった獲物を素早い噛み付きで捕らえ、長く太い体で巻き付いて締め上げ、獲物を心停止させてから丸ごとゆっくり飲み込む。全身の筋肉は、獲物がもがけばその接触している部分だけに力をこめてさらに強く締め上げることができるため、屈強な成人でも巻き付かれれば脱出は容易ではない。
雌の方が大型になる傾向がある。
繁殖形態は卵胎生で、全長70cmほどの幼蛇を一度に20-80頭ほど産む。

## 人間との関係
本種は一般に人食い大蛇として恐れられているが、ニシキヘビとは異なり人が捕食された例は確認されていない。現地では牛や豚といった家畜を襲って食べてしまうため、「害獣」視されており駆除される。
ペットとして飼育されることもあり、日本にも輸入されている。動物愛護法によって特定動物に指定されているため、飼育には地方自治体の許可が必要。体が大きく低温や乾燥に弱いため、飼育には全身が浸かる事のできる水入れや暖房器具も含めた特大サイズの檻が要る。気性が荒く本来一般家庭で飼う種では無い。